# Seznam představitelů Vatikánu
Seznam představitelů Vatikánu uvádí přehled nejvyšších představitelů státu Vatikán, jenž vznikl v roce 1929. Hlavou tohoto státu je papež. Území Vatikánu bylo jako sídlo papeže využíváno trvale již od roku 1378. Samotný suverénní Vatikán potom navazuje na papežský stát, jenž zahrnoval střední část Apeninského poloostrova s Římem jako hlavním městem a který jako suverénní entita existoval mezi lety 755 a 1870.

## Papežové jako představitelé Vatikánu
| #  | Jméno         | Portrét       | Narození                                   | Úmrtí                                 | Vláda     | Poznámky |
| -- | ------------- | ------------- | ------------------------------------------ | ------------------------------------- | --------- | --- |
| 1. | Pius XI.      | Pius XI.      | 31. května 1857 Desio, Lombardsko-Benátsko | 10. února 1939 Vatikán                | 1929–1939 | Papežem od roku 1922. Na konci svého pontifikátu, poznamenaném těžkou nemocí, se neúspěšně snažil čelit nástupu komunismu a nacismu, kteréžto odsoudil ve svých encyklikách, a odvrátit blížící se světovou válku.                                                  |
| 2. | Pius XII.     | Pius XII.     | 2. března 1876 Řím, Itálie                 | 9. října 1958 Castel Gandolfo, Itálie | 1939–1958 | Před svým zvolením papežem sloužil jako sekretář Kongregace pro mimořádné církevní záležitosti, apoštolský nuncius a kardinál státní sekretář, v kterýchžto úřadech dojednal smlouvy mezi řadou států a Vatikánem, z nichž nejznámější je tzv. Říšský konkordát.    |
| 3. | Jan XXIII.    | Jan XXIII.    | 25. listopadu 1881 Sotto il Monte, Itálie  | 3. června 1963 Vatikán                | 1958–1963 | Mezi nejdůležitější činy jeho pontifikátu náleží svolání druhého vatikánského koncilu a vydání encykliky Pacem in terris, které mu ve spojení s diplomatickými aktivitami přineslo přezdívku papež míru.                                                            |
| 4. | Pavel VI.     | Pavel VI.     | 26. září 1897 Concesio, Itálie             | 6. srpna 1978 Castel Gandolfo, Itálie | 1963–1978 | Předsedal druhé části druhého vatikánského koncilu a dohlížel na provádění jím přijatých rozhodnutí. Mezi jeho zásadní díla patří encyklika Humanae vitae a apoštolská exhortace Evangelii nuntiandi.                                                               |
| 5. | Jan Pavel I.  | Jan Pavel I.  | 17. října 1912 Forno di Canale, Itálie     | 28. září 1978 Vatikán                 | 1978      | Byl zvolen 26. srpna 1978, zemřel o měsíc později. Jeho pontifikát byl jedenáctý nejkratší v historii. |
| 6. | Jan Pavel II. | Jan Pavel II. | 18. května 1920 Wadowice, Polsko           | 2. dubna 2005 Vatikán                 | 1978–2005 | Polský katolický duchovní, jako papež hrál významnou roli ve světové politice, je mu přisuzován podíl na zhroucení komunistických režimů ve střední a východní Evropě, také i na zlepšení vztahů katolické církve s judaismem a východními a anglikánskými církvemi |
| 7. | Benedikt XVI. | Benedikt XVI. | 16. dubna 1927 Marktl, Německo             | 31. prosince 2022 Vatikán             | 2005–2013 | Německý univerzitní profesor a teolog. V roce 2013 ze zdravotních důvodů rezignoval na papežský úřad, od té doby byl emeritním papežem. |
| 8. | František     | František     | 17. prosince 1936 Buenos Aires, Argentina  | 21. dubna 2025 Vatikán                | 2013–2025 | Argentinský duchovní se stal prvním papežem pocházejícím z amerického kontinentu a prvním z Tovaryšstva Ježíšova. Jde rovněž o prvního mimoevropského papeže od 8. století, kdy římskokatolickou církev vedl Řehoř III., pocházející ze Sýrie.                      |
| 9. | Lev XIV.      | Lev XIV.      | 14. září 1955 Chicago, Spojené státy       | –                                     | od 2025   | Americký duchovní, který dlouhodobě působil v Peru. Augustinián. |